# Adelheidstraße 30 (Quedlinburg)

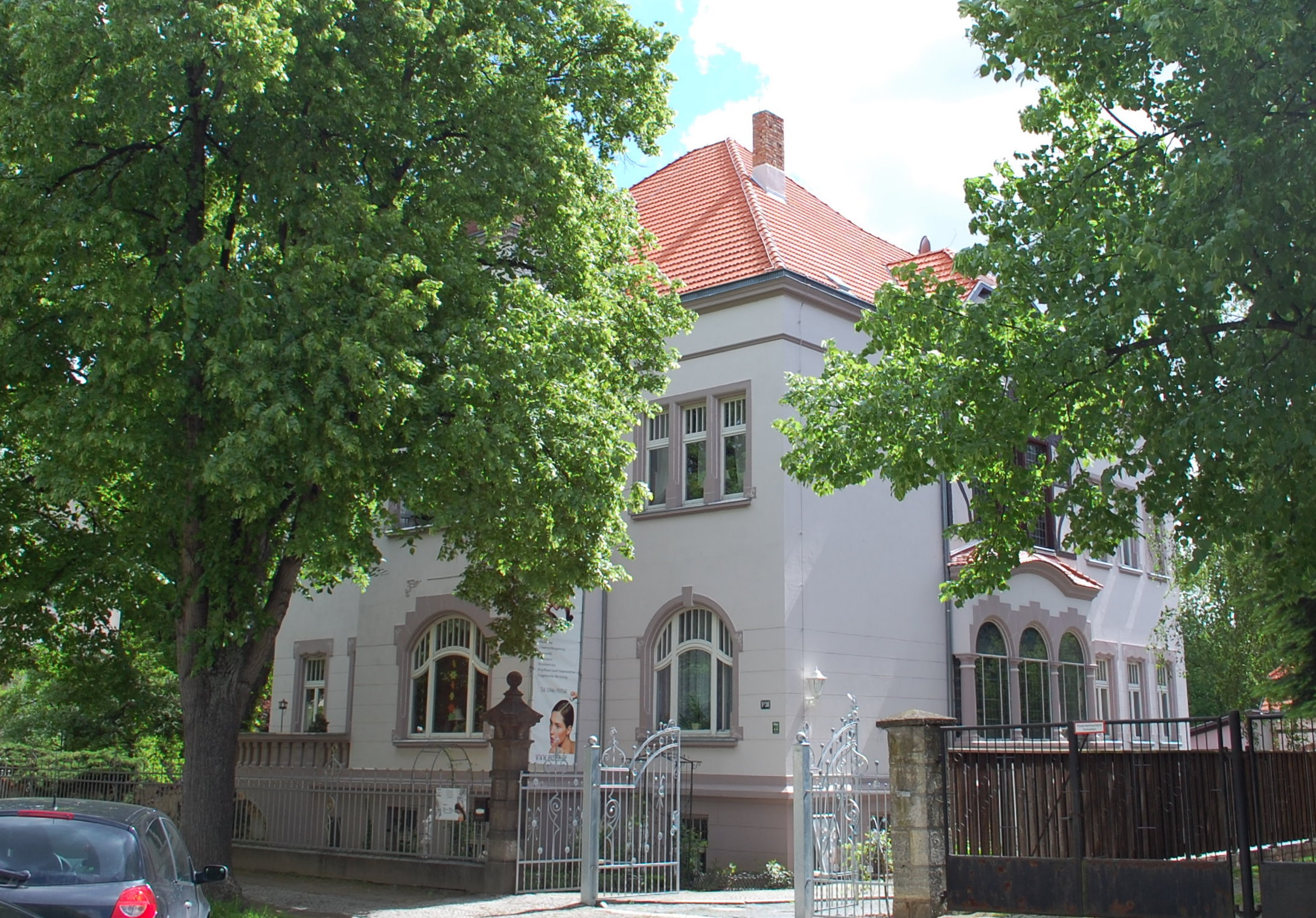
Adelheidstraße 30

Das Haus Adelheidstraße 30 ist eine denkmalgeschützte Villa in der Stadt Quedlinburg in Sachsen-Anhalt.

## Architektur und Geschichte
Die Villa wurde 1906 durch den Architekten C. Lorenz errichtet und ist im Quedlinburger Denkmalverzeichnis eingetragen. In historistischer Weise werden Elemente vergangener Stilepochen und insbesondere auch der Quedlinburger Fachwerktradition zitiert. Die Gestaltung lässt jedoch auch die Formen des Jugendstils anklingen.
Auf dem Hof des Anwesens befindet sich eine Remise, die die Gestaltung des Haupthauses aufnimmt. Gleiches gilt für den Garten und die in Teilen erhaltene ursprüngliche Grundstückseinfriedung.